# Abidjan (departement)
Abidjan är ett departement i Elfenbenskusten, som sedan 2001 sammanfaller med distriktet Abidjan. Det ligger i den sydöstra delen av landet, 210 km sydost om huvudstaden Yamoussoukro.